# Бакташ
Бакташ — деревня в Новошешминском районе Татарстана. Входит в состав Утяшкинского сельского поселения.

## География
Находится в центральной части Татарстана на расстоянии приблизительно 15 км по прямой на северо-северо-восток от районного центра села Новошешминск у речки Кичуй.

## История
Основана в 1930-х годах.

## Население
Постоянных жителей было: в 1938 — 171, в 1949 — 151, в 1958 — 129, в 1970 — 202, в 1979 — 162, в 1989 — 104, в 2002 − 60 (татары 100 %), 44 — в 2010.

## Экономика
Молочное скотоводство, овцеводство. 